# Mohamed Diab El-Attar
Mohamed Diab El-Attar (Alexandria, 1926. november 17. – 2016. december 30.) egyiptomi labdarúgó, nemzetközi labdarúgó-játékvezető. Beceneve: Ad-Diba. Polgári foglalkozása újságíró.

## Pályafutása

### Labdarúgóként
Klubja, az Al-Ittihad Al-Iskandary. Az 1948–1949-es évadban El-Sayed El-Dhizuival együtt (15-15 gól) lettek gólkirályok. Az egyiptomi válogatott híres játékosa, gólerős csatára. Az 1948. évi és az 1952. évi nyári olimpiai játékok labdarúgó tornáján játékosként képviselte hazáját. 1953–1957 között 19 mérkőzésen 17 gólt szerzett. Az Afrikai Labdarúgó-szövetség (CAF) 1950-óta vezetett nyilvántartása szerint a legjobb 200 labdarúgó közé sorolják.

### Játékvezetőként
1965-ben lett az egyiptomi első osztály játékvezetője. A nemzeti játékvezetéstől 1978-ban vonult vissza.
Az Egyiptomi labdarúgó-szövetség Játékvezető Bizottsága (JB) terjesztette fel nemzetközi játékvezetőnek, a Nemzetközi Labdarúgó-szövetség (FIFA) 1967-től tartotta nyilván bírói keretében. Több nemzetek közötti válogatott és klubmérkőzést vezetett, vagy működő társának partbíróként segített. Az aktív nemzetközi játékvezetéstől 1978-ban búcsúzott.
Etiópiába a 6., az 1968-as afrikai nemzetek kupája labdarúgó tornán az Afrikai Labdarúgó-szövetség (CAF) JB játékvezetőként foglalkoztatta.

#### 1968-as afrikai nemzetek kupája
| Időpont          | Helyszín                       | Mérkőzés típusa | Mérkőzés             | Eredmény |
| ---------------- | ------------------------------ | --------------- | -------------------- | -------- |
| 1968. január 21. | Központi Stadion, Addisz-Abeba | döntő           | Kongó-Kinshasa–Ghána | 1 : 0    |

#### Olimpia
Az 1976. évi nyári olimpiai játékok labdarúgó tornáján a FIFA JB kifejezetten partbírói feladatok ellátására kérte fel. Két csoportmérkőzésen lehetett a működő játékvezető segítő partbírója.

## Sikerei, díjai
- Szudán rendezte az első, az 1957-es afrikai nemzetek kupája labdarúgó tornát, ahol 5 góljával a torna gólkirálya lett.
- 1978-ban a nemzetközi játékvezetés hírnevének erősítése, hazájában 10 éve a legmagasabb Ligában (osztályban) folyamatosan tevékenykedő, eredményes pályafutása elismeréseként, a FIFA JB felterjesztésére az 1965-ben alapított International Referee Special Award címmel és oklevéllel tüntette ki.
- Az Afrikai Labdarúgó-szövetség (CAF) által 2007-ben kiadott Afrika 200 legjobb futballistája névsorában szerepel.